# Eleição para governador de Minnesota em 2010
A eleição para governador do estado americano de Minnesota em 2010 aconteceu na terca-feira,2 de novembro de 2010, e elegerá o quadragésimo governador do estado, que cumprirá um mandato de quatro anos, iniciado em janeiro de 2011. As eleições primárias foram realizadas em 10 de agosto de 2010.
Dayton é candidato Democrata-Farmer-Labor. Tom Horner facilmente derrotou Rob Hahn na disputa do Partido Independente, as pesquisas mais recentes têm mostrado Dayton com uma vantagem pequena, mas significativa.

## Primária Democrata
| Primária Democrata | Primária Democrata         | Primária Democrata | Primária Democrata | Primária Democrata | Primária Democrata |
| Partido            | Candidato                  | Votos              | %                  |                    |                    |
| Democrata          | Mark Dayton                | 182.738            | 41,3%              |                    |                    |
| Democrata          | Margaret Anderson Kelliher | 175.767            | 39,8%              |                    |                    |
| Democrata          | Matt Entenza               | 80.509             | 18,2%              |                    |                    |
| Democrata          | Peter Idusogie             | 3.123              | 0,7%               |                    |                    |
| ------------------ | -------------------------- | ------------------ | ------------------ | ------------------ | ------------------ |

## Primária Republicana
| Primária Republicana | Primária Republicana | Primária Republicana | Primária Republicana | Primária Republicana | Primária Republicana |
| Partido              | Candidato            | Votos                | %                    |                      |                      |
| Republicano          | Tom Emmer            | 107.558              | 82,5%                |                      |                      |
| Republicano          | Carney Bob Jr.       | 9.856                | 7,6%                 |                      |                      |
| Republicano          | Leslie Davis         | 8.598                | 6,6%                 |                      |                      |
| Republicano          | Ole Salvador         | 4.396                | 3,4%                 |                      |                      |
| -------------------- | -------------------- | -------------------- | -------------------- | -------------------- | -------------------- |

## Primária do Partido Independente
| Primária do Partido Independente | Primária do Partido Independente | Primária do Partido Independente | Primária do Partido Independente | Primária do Partido Independente | Primária do Partido Independente |
| Partido                          | Candidato                        | Votos                            | %                                |                                  |                                  |
| Independente                     | Tom Horner                       | 11.380                           | 64,2%                            |                                  |                                  |
| Independente                     | Rob Hahn                         | 2.538                            | 14,3%                            |                                  |                                  |
| Independente                     | John T. Uldrich                  | 1.766                            | 10,0%                            |                                  |                                  |
| Independente                     | Phile Ratté                      | 1.215                            | 7,0%                             |                                  |                                  |
| Independente                     | Rahn V. Workcuff                 | 815                              | 4,5%                             |                                  |                                  |
| -------------------------------- | -------------------------------- | -------------------------------- | -------------------------------- | -------------------------------- | -------------------------------- |

## Resultados
| Eleição para governador de Minnesota em 2010 | Eleição para governador de Minnesota em 2010 | Eleição para governador de Minnesota em 2010 | Eleição para governador de Minnesota em 2010 | Eleição para governador de Minnesota em 2010 | Eleição para governador de Minnesota em 2010 |
| Partido                                      | Candidato                                    | Votos                                        | %                                            |                                              |                                              |
| Democrata                                    | Mark Dayton                                  | 919.216                                      | 43,7%                                        |                                              |                                              |
| Republicano                                  | Tom Emmer                                    | 910.435                                      | 43,2%                                        |                                              |                                              |
| Independente                                 | Tom Horner                                   | 251.495                                      | 11,9%                                        |                                              |                                              |
| -------------------------------------------- | -------------------------------------------- | -------------------------------------------- | -------------------------------------------- | -------------------------------------------- | -------------------------------------------- |